# 佐吉沃河

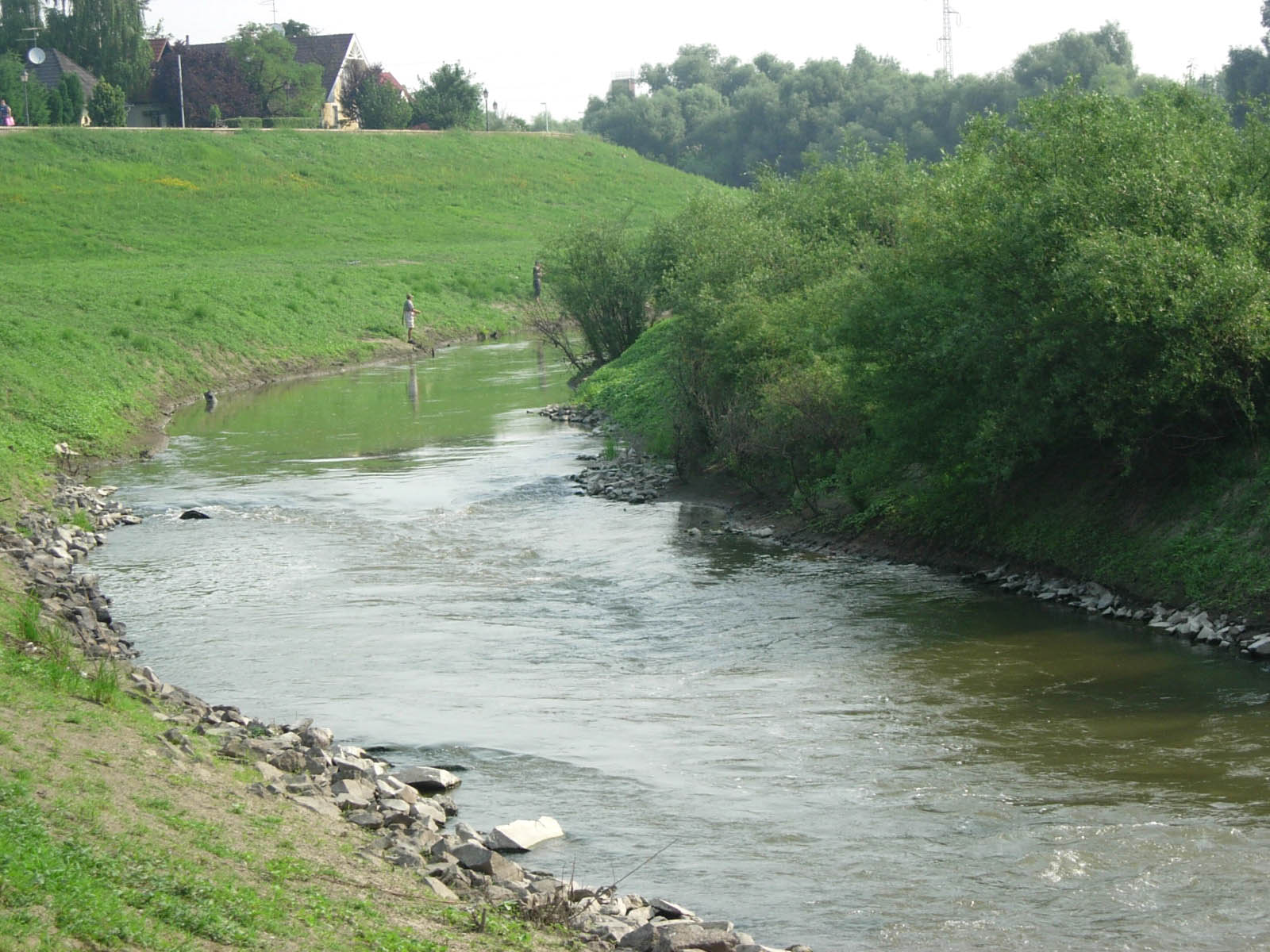

佐吉沃河是匈牙利的河流，河道全長160公里，流域面積約5,677平方公里，發源自紹爾戈陶爾揚附近，最終在索爾諾克注入蒂薩河，平均流量每秒9立方米。
47°11′14″N 20°12′3″E / 47.18722°N 20.20083°E